# Velociti
Pour l’article ayant un titre homophone, voir Velocity.
Velociti est un service de location de vélos longue durée, géré par Tours Métropole Val de Loire et le par l'intermédiaire du Syndicat des Mobilités de Touraine.
Il s'adresse aux habitants des communes desservies par le réseau Fil Bleu et existe depuis le 2 octobre 2006.
Des vélos standards, pliants et électriques sont proposés.